# Matrix
Matrix sau The Matrix este un film științifico-fantastic regizat și scris de surorile Wachowski (Lilly și Lana) și lansat în 1999 pe marile ecrane. El are ca temă principală ideea că oamenii trăiesc într-o lume virtuală, creată de inteligența artificială, în urma războiului purtat între oameni și mașini. Filmul conține numeroase referințe la subcultura hacker și cyberpunk, precum și la diferite ideologii religioase și filosofice.
The Matrix a fost lansat pe 31 martie 1999 în Statele Unite, și a încasat peste 460 de milioane $ în lumea întreagă. În general filmul a fost bine primit de critici, și a câștigat patru premii Oscar, și alte premii inclusiv Premiul BAFTA și Saturn Awards. 
Filmul fost urmat de două sequeluri: Matrix Reloaded și Matrix Revolutions, ambele lansate în 2003.

## Rezumat
Motto: „Nu ești cel mai puternic când crezi aceasta, ci când o știi...”
Programatorul IT Thomas Anderson duce o viață secretă de hacker sub pseudonimul „Neo” și încearcă să afle răspunsul la întrebarea „Ce este Matricea?”. El este contactat de un personaj misterios, Morpheus, care se oferă să îi dezvăluie adevărul despre Matrice. Neo acceptă și înghite o pilulă roșie, după care se trezește brusc într-un cocon artificial, plin cu lichid, atașat de un turn gigantic. El observă că are cabluri conectate la aparate pe aproape toată suprafața corpului. O mulțime de alți oameni, aflați în stare inertă de hibernare, stau lângă el în containere asemănătoare, atașate aceluiași turn. După un timp scurt în care Neo este șocat de ceea ce vede, el este deconectat de la aparate, cablurile îi sunt extrase brusc și este aruncat într-un canal. De acolo este salvat de Morpheus și adus pe nava pe care o are sub comandă - Nebuchadnezzar (Nabucodonosor). Corpul atrofiat al lui Neo este refăcut, iar Morpheus îi explică situația.
Se estimează că este anul 2199, când omenirea duce un război împotriva mașinilor inteligente, create la începutul secolului al XXI-lea. Cerul este acoperit de o „pătură” neagră, creată de oameni într-o încercare disperată de a opri alimentarea cu energie solară a mașinilor. Acestea au reacționat prin înrobirea oamenilor și folosirea corpului uman ca sursă de energie. Oamenii sunt creați într-un mod artificial și ținuți în stare de hibernare în fabrici gigantice, iar corpurile lor sunt folosite pentru extragerea energiei bioelectrice și a căldurii pe care acestea le produc. Lumea în care Neo trăia de când s-a născut este Matricea, o realitate simulată iluzorie, construită după modelul lumii din 1999 și dezvoltată de mașini pentru a ține populația umană sub control. Morpheus și echipajul lui sunt un grup de oameni liberi, care îi deconectează pe ceilalți de la Matrice și îi recrutează pentru a-i ajuta în războiul împotriva mașinilor. Înăuntrul Matricei ei sunt capabili să încalce legile fizicii, într-o anumită măsură, având puteri superumane. Morpheus crede că Neo este „Alesul”, un om despre care s-a prezis că va pune capăt războiului prin puterea sa nelimitată asupra Matricei.
Neo este antrenat pentru a deveni un luptător al grupului. O mufă aflată în partea de spate a capului, folosită înainte pentru a fi conectat la Matrice, permite încărcarea digitală a informației direct în creierul său. Neo învață numeroase arte marțiale și își demonstrează abilitățile Kung Fu, ducând o luptă virtuală cu Morpheus într-un mediu asemănător cu Matricea și impresionând echipajul cu agilitatea lui. Apoi Morpheus îi explică cum Matricea îl poate influența în viața reală. Rănile suferite în lumea virtuală sunt reflectate în cea reală. Dacă este omorât în Matrice, la fel se va întâmpla și cu corpul lui din lumea adevărată. Este avertizat de prezența „Agenților”, programe digitale puternice care au abilitatea de a prelua controlul oricărui individ conectat la sistem și al căror scop este să identifice și să distrugă orice amenințare pentru Matrice. Cu toate acestea, Morpheus prezice că odată ce Neo își va înțelege din plin puterile, nimeni nu va mai putea să-l oprească.
Echipajul intră în Matrice, iar Morpheus îl duce pe Neo în apartamentul Oracolului, femeia care a profețit apariția Alesului. Ea îi spune lui Neo că are „darul”, dar se pare că își va atinge potențialul în viața următoare. Îi mai spune faptul că Morpheus crede atât de mult în el, încât este pregătit să își dea și viața pentru a-l salva. Dezamăgit de vorbele Oracolului, Neo trage concluzia că nu este Alesul. Echipajul se întoarce către locul care facilitează ieșirea din Matrice, dar este atacat de Agenți și trupele SWAT, iar Morpheus este capturat, în timp ce restul echipajului scapă. Grupul a fost trădat de un membru al echipajului, Cypher, care, preferând vechea lui viață virtuală în locul celei adevărate, a făcut un târg cu Agenții pentru a-l da pe Morpheus în schimbul întoarcerii lui permanente în Matrice. Trădarea duce la moartea tuturor membrilor echipajului, cu excepția lui Neo, Trinity și Tank, precum și a lui Morpheus, care este ținut captiv într-o clădire guvernamentală în cadrul Matricei. Agenții încearcă să obțină de la Morpheus codurile de acces pentru calculatorul principal al orașului Zion, ultimul refugiu al omenirii, construit în adâncurile pământului. Neo și Trinity se întorc în Matrice și pătrund în clădirea unde era ținut captiv comandantul lor, eliberându-l. Cu fiecare luptă pe care o dă, Neo devine tot mai încrezător în puterea sa de manipulare a Matricei, reușind să evite gloanțele trase către el de un Agent. Morpheus și Trinity folosesc o ieșire localizată într-o stație de metrou pentru a se deconecta din Matrice, dar Neo este atacat de Agentul Smith înainte de a putea ieși. Are loc o luptă, iar Neo reușește pentru moment să scape de urmăritorul său.
Neo fuge prin oraș către o altă ieșire, fiind urmărit de mai mulți Agenți, în timp ce în lumea reală roboți de atac ai mașinilor denumiți „Santinele” localizează poziția navei Nebuchadnezzar și atacă. Neo ajunge la un nou loc de ieșire, dar este împușcat mortal de Agentul Smith înainte să poată scăpa. Crezând că este mort, Smith și ceilalți Agenți se retrag, dar Neo învie miraculos și se ridică de la pământ. Agenții încep să tragă în el, dar Neo ridică palma și oprește gloanțele în mijlocul aerului. El realizează acum că este Alesul și că nu mai este nimeni care să-i poate face față în Matrice. Cu o ultimă încercare, Agentul Smith încearcă să îl doboare, dar eforturile lui sunt zadarnice, iar Neo îl distruge. Ceilalți doi Agenți o iau la fugă, iar Neo se întoarce în lumea reală exact la timp înainte ca pulsul electro-magnetic al navei (EMP) să distrugă Santinelele care reușiseră deja să intre în camera echipajului. Mai târziu, Neo pătrunde din nou în Matrice și, printr-un apel telefonic, promite mașinilor că le va arăta oamenilor înrobiți în sistem lumea reală, unde „orice e posibil”.

## Distribuția
- Keanu Reeves (Neo) - personajul principal al filmului. un hacker care descoperă că lumea în care trăiește este o simulare.
- Laurence Fishburne (Morpheus) - mentorul lui Neo și căpitanul navei Nebuchadnezzar
- Carrie-Anne Moss (Trinity) - ofițer pe nava lui Morpheus, care va dezvolta o relație romantică puternică cu Neo.
- Hugo Weaving (Agentul Smith) - un program de pază al Matricei care ia forma unui agent guvernamental.
- Joe Pantoliano (Cypher) - un membru al echipajului lui Morpheus care îl trădează pentru a se întoarce în Matrice și a duce o viață fără griji.
- Julian Arahanga (Apoc) - tehnician al echipajului.
- Anthony Ray Parker (Dozer) - pilot al navei, un om născut în rezistență
- Marcus Chong (Tank) - fratele lui Dozer, operator al programului de antrenament.
- Matt Doran (Mouse) - programator tânăr al echipajului.
- Gloria Foster (Oracolul) - program exilat din sistem, deghizat sub forma unei femei de culoare, care îi ajută pe oamenii liberi cu previziunile și înțelepciunea ei.

## Premii
The Matrix a primit Premiile Oscar pentru cel mai bun montaj, cel mai bun montaj sonor, cele mai bune efecte vizuale și cel mai bun sunet. Producătorii au concurat cu alte filme din francize, cum ar fi Star Wars Episode I: The Phantom Menace, și au câștigat toate cele patru nominalizări. The Matrix de asemenea a primit Premiile BAFTA pentru cel mai bun sunet și cele mai bune efecte vizuale. În 1999, filmul a câștigat Premiul Saturn pentru cel mai bun film Science Fiction și cea mai bună regie.
| Premiu          | Categorie                 | Recipient                                                              | Rezultat     |
| --------------- | ------------------------- | ---------------------------------------------------------------------- | ------------ |
| Premiile Oscar  | Film Editing              | Zach Staenberg                                                         | Câștigat     |
| Premiile Oscar  | Sound Mixing              | John T. Reitz, Gregg Rudloff, David E. Campbell, David Lee             | Câștigat     |
| Premiile Oscar  | Sound Editing             | Dane A. Davis                                                          | Câștigat     |
| Premiile Oscar  | Visual Effects            | John Gaeta                                                             | Câștigat     |
| Premiile BAFTA  | Cinematography            | Bill Pope                                                              | Nominalizare |
| Premiile BAFTA  | Editing                   | Zach Staenberg                                                         | Nominalizare |
| Premiile BAFTA  | Production Design         | Owen Paterson                                                          | Nominalizare |
| Premiile BAFTA  | Sound                     | David Lee, John T. Reitz, Gregg Rudloff, David Campbell, Dane A. Davis | Câștigat     |
| Premiile BAFTA  | Special Visual Effects    | John Gaeta, Steve Courtley, Janet Sirrs, Jon Thum                      | Câștigat     |
| Premiile Saturn | Best Direction            | The Wachowski Brothers                                                 | Câștigat     |
| Premiile Saturn | Best Science Fiction Film | —                                                                      | Câștigat     |
| Premiile Saturn | Best Actor                | Keanu Reeves                                                           | Nominalizare |
| Premiile Saturn | Best Actress              | Carrie-Anne Moss                                                       | Nominalizare |
| Premiile Saturn | Best Costumes             | Kym Barrett                                                            | Nominalizare |
| Premiile Saturn | Best Make-Up              | Nikki Gooley, Bob McCarron, Wendy Sainsbury                            | Nominalizare |
| Premiile Saturn | Best Special Effects      | John Gaeta, Janek Sirrs, Steve Courtley, Jon Thum                      | Nominalizare |
| Premiile Saturn | Best Supporting Actor     | Laurence Fishburne                                                     | Nominalizare |
| Premiile Saturn | Best Writer               | Frații Wachowski                                                       | Nominalizare |